# Philip Bröking
Philip Bröking (* 1966 in Wuppertal) ist ein deutscher Theatermanager und Operndirektor.

## Leben
Philip Bröking begann seine Theaterlaufbahn 1986 als Mitbegründer des TiC – Theater in Cronenberg.
Von 1989 bis 1992 war er Leiter des künstlerischen Betriebsbüros am Stadttheater Pforzheim, von 1992 bis 1997 Referent des Generalintendanten und Chefdisponent an den Bühnen der Hansestadt Lübeck. 1997 wechselte Philip Bröking als Künstlerischer Betriebsdirektor an das Bremer Theater unter der Intendanz von Klaus Pierwoß.
Seit 2004 arbeitet Philip Bröking an der Komischen Oper Berlin unter den Intendanzen von Andreas Homoki und Barrie Kosky (ab 2012), zunächst als Künstlerischer Betriebsdirektor, ab 2005 als Operndirektor. Ab Sommer 2022 übernahm er gemeinsam mit Susanne Moser als Ko-Intendant die Leitung der Komischen Oper, zusätzlich zu seinen Aufgaben als Operndirektor.
Philip Bröking ist regelmäßig Jury-Mitglied bei internationalen Wettbewerben im Bereich Gesang und Regie. Seit 2008 ist er Lehrbeauftragter für Regie und Produktionserstellung an der Hochschule für Musik Hanns Eisler Berlin, die ihn im Juni 2023 zum Honorarprofessor ernannt hat.